# Municipio de South Buck Shoals
El municipio de South Buck Shoals (en inglés: South Buck Shoals Township) es un municipio ubicado en el  condado de Yadkin en el estado estadounidense de Carolina del Norte. En el año 2010 tenía una población de 1.368 habitantes.

## Geografía
El municipio de South Buck Shoals se encuentra ubicado en las coordenadas 36°4′32.96″N 80°48′57.94″O / 36.0758222, -80.8160944.